# Schigalowo (Irkutsk)
Schigalowo (russisch Жига́лово) ist eine Siedlung städtischen Typs in der Oblast Irkutsk in Russland mit 5369 Einwohnern (Stand 14. Oktober 2010).

## Geographie
Der Ort liegt knapp 300 km Luftlinie nordnordöstlich des Oblastverwaltungszentrums Irkutsk westlich des Baikalgebirges am linken Ufer der Lena, wenig unterhalb der Einmündung des rechten Nebenflusses Tutura.
Schigalowo ist Verwaltungszentrum des Rajons Schigalowski sowie ist Sitz und einzige Ortschaft der Stadtgemeinde Schigalowskoje gorodskoje posselenije.

## Geschichte
Das Dorf Schigalowo wurde 1723 gegründet und nach seinem Gründer Jakow Schigalow benannt. Bis ins 20. Jahrhundert blieb es relativ unbedeutend. Am 5. Januar 1925 wurde Schigalowo Sitz einer Wolost, am 28. Juli 1926 eines nach ihm benannten Rajons. Seit 1936 besitzt Schigalowo den Status einer Siedlung städtischen Typs.

### Bevölkerungsentwicklung
| Jahr | Einwohner |
| ---- | --------- |
| 1908 | 270       |
| 1939 | 6526      |
| 1959 | 5066      |
| 1970 | 5245      |
| 1979 | 4994      |
| 1989 | 5663      |
| 2002 | 5412      |
| 2010 | 5369      |

Anmerkung: ab 1939 Volkszählungsdaten

## Verkehr
Schigalowo ist Endpunkt der 380 km langen Regionalstraße 25N-056 (ehemals R418), die von Irkutsk über Ust-Ordynski kommend etwas oberhalb des südlich benachbarten Rajonzentrums Katschug die Lena erreicht und diese vorwiegend am rechten Ufer über Wercholensk hinabführt. Aus südwestlicher Richtung wird die Siedlung von der 270 km langen 25N-046 (ehemals R420) erreicht, die bei Salari von der föderalen Fernstraße R255 Sibir (ehemals M53) abzweigt und über Balagansk verläuft. Von Schigalowo nach Nordosten führt die 25N-152, die nach 280 km die der Baikal-Amur-Magistrale (BAM) folgende Straße Ust-Kut – Nowy Uojan (auf dem Territorium der Oblast Irkutsk als 25K-026) erreicht.
Am östlichen Rand der Siedlung befindet sich ein Flughafen (ICAO-Code UIIV), der jedoch seit den 1990er-Jahren nicht regelmäßig angeflogen wird. Schigalowo besitzt eine Anlegestelle an der Lena, die auf dem Abschnitt Katschug – Ust-Kut für kleinere Fahrzeuge schiffbar ist.